# La Vallée de la poudre
Pour plus de détails, voir Fiche technique et Distribution.
La Vallée de la poudre (titre original : The Sheepman) est un film américain réalisé par George Marshall, sorti en 1958.

## Synopsis
Aux États-Unis, l’arrivée de l’éleveur de moutons Jason Sweet, avec son bétail, déclenche les hostilités dans une vallée spécialisée dans l’élevage bovin.

## Fiche technique
- Titre : La Vallée de la poudre
- Titre original : The Sheepman
- Réalisation : George Marshall
- Scénario : William Bowers et James Edward Grant d’après son histoire
- Adaptation : William Roberts
- Photographie : Robert J. Bronner
- Montage : Ralph E. Winters
- Musique : Jeff Alexander
- Direction artistique : Malcolm Brown et William A. Horning
- Décors : Henry Grace et Hugh Hunt
- Costumes : Walter Plunkett
- Producteur : Edmund Grainger
- Société de production : Metro-Goldwyn-Mayer
- Société de distribution : Metro-Goldwyn-Mayer
- Pays de production :  États-Unis
- Langue de tournage : anglais
- Format : couleur par Metrocolor — 2.35:1 CinemaScope — son Perspecta Stereo (Westrex Recording System) — 35 mm
- Genre : western
- Durée : 85 min
- Date de sortie : 
  - États-Unis : 7 mai 1958

## Distribution
- Glenn Ford (VF : Roland Ménard) : Jason Sweet
- Shirley MacLaine (VF : Sophie Leclair) : Dell Payton
- Leslie Nielsen (VF : Jacques Berthier) : le colonel Stephen Bedford / Johnny Bledsoe
- Mickey Shaughnessy (VF : Jean Daurand) : Jumbo McCall
- Edgar Buchanan (VF : Camille Guérini) : Milt Masters
- Willis Bouchey (VF : Lucien Bryonne) : Frank Payton
- Pernell Roberts (VF : Claude Bertrand) : Chocktaw Neal
- Slim Pickens (VF : Jean Berton) : le Marshal
- Robert 'Buzz' Henry : Red
- Pedro Gonzalez Gonzalez (VF : Serge Lhorca) : Angelo
- Norman Leavitt (VF : Jean Clarieux) : un habitant oisif
- Harry Woods : un éleveur de bétail au restaurant
- Harry Harvey : le propriétaire de l'épicerie
- Forrest Lewis : M. Baker
- Tom London : un villageois